# Dorlan Pabón
Dorlan Mauricio Pabón Ríos (Medellín, 21 de enero de 1988) es un futbolista colombiano, juega como centrocampista ofensivo o extremo y su equipo es el Envigado Fútbol Club de la Categoría Primera A de Colombia.

## Trayectoria

### Inicios
Pabón, debutó en la temporada 2006 con el extinto Bajo Cauca FC en la segunda división de Colombia. A pesar de haber sumado pocos minutos llamaría la atención de varios clubes. Para enero de 2007, llega a Millonarios en calidad de cesión. Sin embargo, su contratación no fue aprobada por el entrenador de aquella época, Juan Carlos Osorio. Tras esta situación es enviado a entrenar en las categorías juveniles mientras el plantel profesional realizaba la pretemporada en Ecuador. Semanas más tarde retorna al Bajo Cauca FC, donde  juega todo el año y convierte 5 goles.

### Envigado FC
Después, recaló en 2008 con el Envigado FC por varias temporadas, hasta que fue transferido al Atlético Nacional en 2010.

### Atlético Nacional
Tras sus buenos partidos con Atlético Nacional en la Copa Libertadores 2012, y sus goles con la Selección Colombia, el 27 de junio de 2012 es comprado por el Parma por 4 millones de euros, equipo en el que ya había estado su compatriota Faustino Asprilla durante 1992 y 1996.Cerrando un ciclo histórico con los "verdolagas", siendo recordado como uno de los grandes ídolos de la historia reciente de Atlético Nacional

### Parma
Luego de 13 partidos jugados con el Parma (después de haber pasado casi 5 meses) anota su primer gol oficial con el club italiano en un partido por la final de la Copa Italia 2012-13 frente al Catania en el empate 1 a 1; no obstante, su equipo terminó eliminado por perder en la definición de penaltis 4 a 3, en donde Memín convirtió en primer cobro.Debido a la poca participación en el equipo italiano el Monterrey lo contrata. Sin embargo deciden cederlo al fútbol español debido a que en ese momento tenían todas las plazas de extranjeros cubiertas.

### Real Betis
En enero de 2013 firma por el Real Betis en calidad de préstamo hasta el final de la temporada 2012/2013, para después volver a incorporarse a las filas del Monterrey, club que compró el 50% de su pase por 4 millones de euros al Parma, aunque también recibió ofertas de clubes Argentinos. Debutó con el Real Betis el 3 de febrero de 2013 en el Vicente Calderón en el partido correspondiente a la Liga BBVA contra Atlético de Madrid, saliendo como titular y disputando 63 minutos en la derrota de los verdiblancos 1-0. Anotó su primer gol con el Real Betis el domingo 24 de febrero de 2013 cuando su equipo se enfrentaba al Málaga en la fecha número 25. El Betis derrotó con facilidad al Málaga, 3-0. Dorlan anotó el tercer gol. Poco después anotó un doblete a la Real Sociedad, en el empate 3-3. En el 2013 se destaca como el mejor refuerzo del mercado invernal en la Liga BBVA.
Después de esta temporada con el Real Betis, se tendría que reportar con el dueño de su carta, el Monterrey. Aun así surgieron rumores de una posible compra de algunos clubes europeos y del mismo equipo español. De esta manera, finalizó su cesión en el club andaluz, en donde logró 8 anotaciones en 17 partidos.

### Monterrey
Viaja a México para incorporarse al Monterrey de cara a la temporada 2013/14. En su primer partido como rayado, consigue un doblete en la fecha 1 en el grupo 1 de la Copa MX. Convirtió en los minutos 33 y 87, contribuyendo en un resultado final de 4-1 contra Correcaminos UAT.
Tuvo un inicio alentador, anotando 7 goles en 5 partidos (entre amistosos, Copa MX y Liga MX), sin embargo, su estancia en el club sería breve. Un valor en su cláusula de rescisión "bajo" y un interés del fútbol español lo llevó a dejar el equipo en las primeras semanas, justo en el momento en que la afición comenzaba a ver a una nueva figura en el equipo.

### Valencia

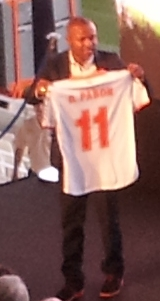
Presentación de Dorlan Pabón en el Valencia Club de Fútbol.

El 16 de agosto de 2013 fue anunciado que Pabón regresaría a La Liga con el Valencia, después de haber estado por un tiempo con el Monterrey. Valencia pagó 7,5 millones de euros por la rescisión del contrato. El 1 de septiembre de 2013 hizo su debut en su nuevo equipo contra Barcelona con un marcador por 2–3 perdiendo el local. Pabón marcó su primer gol el 19 de octubre de 2013, en un 1-2 perdiendo contra el Real Sociedad.
En el cuadro valenciano anotaría solamente 3 goles en 18 partidos, por lo que poco tiempo después fue cedido al Sao Paulo.

### Sao Paulo
Con el equipo brasileño tuvo un paso discreto pero aceptable, ya que solo convirtió 2 goles en 18 partidos.

### Monterrey (segunda etapa)
En los primeros días de junio de 2014 se oficializa su regreso a Monterrey, traspasado por el Valencia a cambio de 5,2 millones de euros, y terminando así su cesión temporal con el Sao Paulo.
Para la segunda fecha del Torneo Apertura 2014, marcó el gol 100 de su carrera (3 de selección y 97 con los clubes). Terminaría la temporada con 10 goles, siendo el máximo goleador de su equipo y el segundo del torneo.
Para la siguiente campaña, el Torneo Clausura 2015, llegan como compañeros de equipo sus compatriotas Yimmi Chará, Edwin Cardona y Alexander Mejía con los cuales ya había compartido camerino en Atlético Nacional entre 2011 y 2012
Dorlan repetiría su cuota de 10 goles, destacando sus anotaciones de tiro libre y varios dobletes que marcó. Obtendría así el título de máximo goleador del campeonato, empatado con Julio Furch, jugador del Veracruz
Con la llegada de Antonio Mohamed como entrenador del Monterrey, Dorlan poco a poco fue cambiando su posición, dejando de ser el delantero centro para convertirse más en un jugador de equipo, desbordando por las bandas, asistiendo a los compañeros y en ocasiones jugando como extremo.
El Torneo Clausura 2016 sería importante para el colombiano, ya que a pesar de terminar la campaña con 7 goles anotados, sus 6 asistencias fueron parte fundamental de una ofensiva poderosa integrada por Edwin Cardona, Carlos Sánchez y Rogelio Funes Mori, cuarteto que anotó 38 goles en 17 partidos.
En la liguilla por el título, Dorlan le anotó a los Tigres UANL en el Clásico Regiomontano que su equipo ganaría por 3-1. También marcó en el partido de la final por el campeonato que Monterrey terminaría perdiendo contra el Pachuca por marcador global de 2-1 a favor de Pachuca. El 11 de febrero de 2017 vuelve a marcar doblete dándole la victoria a su equipo 2 a 0 sobre los Pumas UNAM saliendo como la figura del partido.
Su primer gol de la temporada 2018-19 lo hace el 16 de septiembre en la caída como locales 2-4 contra el Guadalajara. Consiguió el título de Liga de Campeones de la Concacaf 2019 derrotando 2-1 global a los Tigres UANL en el Estadio BBVA Bancomer.
Hoy en día es uno de los goleadores históricos en activo del equipo, junto con su compañero Rogelio Funes Mori.
Sus primeros dos goles de la temporada 2019-20 los marca el 14 de noviembre en la goleada 5-2 sobre Santos Laguna además de dar una asistencia.
Debuta el 14 de diciembre en el Mundial de Clubes 2019 en la victoria 3 a 2 sobre Al-Sadd clasificando a las semifinales en las que caerían 2 por 1 contra el Liverpool luego de un gol de Roberto Firmino al minuto 90, al final se quedan con el tercer puesto del mundial por penales. El 29 de diciembre queda por primera vez campeón de la Primera División de México al ganar el Torneo Apertura por definición de penales como visitantes al América luego de empatar tres goles en el global, Dorlan daría la asistencia Rogelio Funes Mori para extender la serie a penales, levantó el título como capitán del equipo.

### 2021
En julio de 2021, Pabón rescinde su contrato con el Monterrey, siendo el fichaje más esperado por la hinchada "verdolaga" de los últimos años para llegar al Atlético Nacional.
En noviembre de 2021, Atlético Nacional derrotó con contundencia en la gran final de Copa Colombia 2021 al Deportivo Pereira por un global de 5-1 así logrando el título 30 para el "Rey De Copas" al mandato de Alejandro Restrepo

### 2022 y 2023
A pesar de que no empezó bien su temporada, volvió a ganarse la titular, y El 26 de junio de 2022,"Memin" se coronó campeón del fútbol colombiano por segunda vez, repitiendo la hazaña del 2011. Esta vez derrotando al Deportes Tolima en Ibagüe en un global 4-3, así logrando la estrella 17 para Atlético Nacional, siendo pieza fundamental en el equipo de Hernán Darío Herrera para devolverle un título de liga al club luego de 5 años de sequía, en este torneo el jugador de 34 años tan querido por los verdolagas anotó 6 goles.
En julio decidió cambiar y volver a usar el dorsal 88 cual uso en su primera etapa con los verdolagas entre 2011 y 2012.
Para la temporada 2023, ya que Nacional ganó la liga, se clasificó para la Copa Libertadores 2023, donde a Nacional le tocó el grupo H, junto a Patronato, Melgar y Olimpia. En el debut ante Patronato, Dorlan anotó un doblete en tan solo 2 minutos, para darle la victoria a su equipo por 2-1, luego de que Nacional hubiera estado por debajo del marcador desde el minuto 2 con un gol de Mateo Levato. Para la siguiente fecha, ante Melgar, Dorlan anotó una tripleta, y fue elegido claramente como el jugador del partido. Para el siguiente partido ante Olimpia, Dorlan volvió a anotar, esta vez desde un tiro de larga distancia, el partido terminó empatado a 2 goles, el otro gol lo hizo Cristian Castro Devenish.

## Selección nacional
Fue internacional en la Selección de Colombia, jugando ocho partidos internacionales. Su debut con el equipo nacional fue en el partido por la eliminatorias al Mundial de Sudáfrica 2010 contra Chile en Medellín. Su primer gol con la Selección Colombiana lo convirtió en la segunda fecha de las Eliminatorias contra Bolivia, partido que acabó 2-1 a favor de Los Cafeteros. Su segundo gol con la selección fue contra Argentina de tiro libre y este partido terminó 2 a 1 a favor del seleccionado argentino. Fue también convocado en la era de José Pékerman para dos partidos amistosos contra México y Brasil, y para las eliminatorias Brasil 2014 contra Perú y Ecuador.
Jugaría los Juegos Olímpicos de Río de Janeiro 2016 con la Selección Olímpica de Colombia en el que marcaría dos goles y dos asistencias llegando a los cuartos de final donde fueron eliminados por los locales.

### Goles internacionales
| # | Fecha                 | Lugar                                 | Rival     | Gol | Resultado | Competición                |
| - | --------------------- | ------------------------------------- | --------- | --- | --------- | -------------------------- |
| 1 | 11 de octubre de 2011 | Hernando Siles, La Paz, Bolivia       | Bolivia   | 1-0 | 2-1       | Clasificación Mundial 2014 |
| 2 | 15 de octubre de 2011 | Metropolitano, Barranquilla, Colombia | Argentina | 1-0 | 1-2       | Clasificación Mundial 2014 |
| 3 | 16 de octubre de 2012 | Metropolitano, Barranquilla, Colombia | Camerún   | 3-0 | 3-0       | Amistoso                   |

### Participaciones enEliminatorias al Mundial
| Eliminatoria                            | Sede del Mundial       | Posición               | Resultado   | PJ | GA | Asis |
| --------------------------------------- | ---------------------- | ---------------------- | ----------- | -- | -- | ---- |
| Eliminatorias Mundial de Sudáfrica 2010 | Sudáfrica              | 7°lugar 23pts          | Eliminado   | 2  | 0  | 0    |
| Eliminatorias Mundial de Brasil 2014    | Brasil                 | 2°lugar 30pts          | Clasificado | 5  | 2  | 0    |
| Total en Eliminatorias                  | Total en Eliminatorias | Total en Eliminatorias | 1/2         | 7  | 2  | 0    |

### Participaciones enJuegos Olímpicos
| Torneo                | Categoría | Sede                   | Resultado        | PJ | GA | Asis |
| --------------------- | --------- | ---------------------- | ---------------- | -- | -- | ---- |
| Juegos Olímpicos 2016 | Olímpica  | Río de Janeiro, Brasil | Cuartos de final | 4  | 2  | 2    |

## Estadísticas
Actualizado al 15 de mayo de 2025.
| Club | Div.          | Temporada     | Ligas Nacionales | Ligas Nacionales | Ligas Nacionales | Estatales | Estatales | Estatales | Copas Nacionales | Copas Nacionales | Copas Nacionales | Copas Internacionales | Copas Internacionales | Copas Internacionales | Total | Total | Total  | Media goleadora |
| Club | Div.          | Temporada     | Part.            | Goles            | Asist.           | Part.     | Goles     | Asist.    | Part.            | Goles            | Asist.           | Part.                 | Goles                 | Asist.                | Part. | Goles | Asist. | Media goleadora |
| --- | ------------- | ------------- | ---------------- | ---------------- | ---------------- | --------- | --------- | --------- | ---------------- | ---------------- | ---------------- | --------------------- | --------------------- | --------------------- | ----- | ----- | ------ | --------------- |
| Bajo Cauca · Colombia | 2.a           | 2006-07       | 11               | 5                | 0                | —         | —         | —         | —                | —                | —                | —                     | —                     | —                     | 11    | 5     | 0      | 0.45            |
| Envigado FC · Colombia | 1.a           | 2008          | 17               | 1                | 0                | —         | —         | —         | 12               | 8                | 0                | —                     | —                     | —                     | 29    | 9     | 0      | 0.31            |
| Envigado FC · Colombia | 1.a           | 2009          | 37               | 9                | 7                | —         | —         | —         | —                | —                | —                | —                     | —                     | —                     | 37    | 9     | 7      | 0.24            |
| Envigado FC · Colombia | 1.a           | 2010          | 15               | 6                | 2                | —         | —         | —         | 4                | 1                | 0                | —                     | —                     | —                     | 19    | 7     | 2      | 0.35            |
| Atlético Nacional · Colombia | 1.a           | 2010          | 21               | 7                | 1                | —         | —         | —         | 2                | 3                | 2                | —                     | —                     | —                     | 23    | 10    | 3      | 0.43            |
| Atlético Nacional · Colombia | 1.a           | 2011          | 40               | 17               | 18               | —         | —         | —         | 10               | 5                | 4                | —                     | —                     | —                     | 50    | 22    | 22     | 0.44            |
| Atlético Nacional · Colombia | 1.a           | 2012          | 11               | 8                | 0                | —         | —         | —         | —                | —                | —                | 8                     | 7                     | 1                     | 19    | 15    | 1      | 0.79            |
| Parma FC · Italia | 1.a           | 2012          | 12               | 0                | 0                | —         | —         | —         | 1                | 1                | 0                | —                     | —                     | —                     | 13    | 1     | 0      | 0.08            |
| Real Betis · España | 1.a           | 2013          | 17               | 8                | 1                | —         | —         | —         | —                | —                | —                | —                     | —                     | —                     | 17    | 8     | 1      | 0.47            |
| CF Monterrey · México | 1.a           | 2013          | 6                | 3                | 1                | —         | —         | —         | 1                | 2                | 0                | —                     | —                     | —                     | 7     | 5     | 1      | 0.71            |
| Valencia CF · España | 1.a           | 2013-14       | 13               | 3                | 0                | —         | —         | —         | 2                | 0                | 0                | 3                     | 0                     | 0                     | 18    | 3     | 0      | 0.17            |
| Sao Paulo · Brasil | 1.a           | 2014          | 7                | 1                | 0                | 8         | 1         | 0         | 3                | 0                | 0                | —                     | —                     | —                     | 18    | 2     | 0      | 0.11            |
| CF Monterrey · México | 1.a           |               |                  |                  |                  |           |           |           |                  |                  |                  |                       |                       |                       |       |       |        |                 |
| CF Monterrey · México | 1.a           | 2014-15       | 32               | 22               | 10               | —         | —         | —         | 10               | 7                | 0                | —                     | —                     | —                     | 42    | 29    | 10     | 0.69            |
| CF Monterrey · México | 1.a           | 2015-16       | 39               | 16               | 12               | —         | —         | —         | 4                | 1                | 1                | —                     | —                     | —                     | 43    | 17    | 13     | 0.4             |
| CF Monterrey · México | 1.a           | 2016-17       | 29               | 12               | 6                | —         | —         | —         | 2                | 0                | 1                | 1                     | 0                     | 0                     | 32    | 12    | 7      | 0.38            |
| CF Monterrey · México | 1.a           | 2017-18       | 42               | 11               | 14               | —         | —         | —         | 9                | 1                | 1                | —                     | —                     | —                     | 51    | 12    | 15     | 0.24            |
| CF Monterrey · México | 1.a           | 2018-19       | 38               | 6                | 14               | —         | —         | —         | 8                | 1                | 2                | 7                     | 3                     | 4                     | 53    | 10    | 20     | 0.19            |
| CF Monterrey · México | 1.a           | 2019-20       | 32               | 2                | 7                | —         | —         | —         | 5                | 0                | 2                | 2                     | 0                     | 0                     | 39    | 2     | 9      | 0.05            |
| CF Monterrey · México | 1.a           | 2020-21       | 21               | 1                | 3                | —         | —         | —         | 0                | 0                | 0                | 2                     | 0                     | 2                     | 23    | 1     | 5      | 0.04            |
| CF Monterrey · México | Total club    | Total club    | 239              | 73               | 67               | 0         | 0         | 0         | 39               | 12               | 7                | 12                    | 3                     | 6                     | 290   | 88    | 80     | 0.31            |
| Atlético Nacional · Colombia | 1.a           | 2021          | 17               | 4                | 2                | —         | —         | —         | 6                | 0                | 2                | —                     | —                     | —                     | 23    | 4     | 4      | 0.18            |
| Atlético Nacional · Colombia | 1.a           | 2022          | 42               | 9                | 5                | –         | –         | –         | 4                | 0                | 1                | 2                     | 0                     | 0                     | 48    | 9     | 6      | 0.25            |
| Atlético Nacional · Colombia | 1.a           | 2023          | 33               | 8                | 5                | —         | —         | —         | 8                | 4                | 1                | 4                     | 6                     | 0                     | 45    | 18    | 6      | 0.43            |
| Atlético Nacional · Colombia | 1.a           | 2024          | 4                | 1                | 0                | —         | —         | —         | —                | —                | —                | 2                     | 0                     | 0                     | 6     | 1     | 0      | 0.16            |
| Atlético Nacional · Colombia | Total club    | Total club    | 168              | 54               | 31               | 0         | 0         | 0         | 30               | 12               | 10               | 16                    | 13                    | 1                     | 208   | 78    | 42     | 0.38            |
| Envigado FC · Colombia | 1.a           | 2024          | 15               | 2                | 0                | —         | —         | —         | —                | —                | —                | —                     | —                     | —                     | 15    | 2     | 0      | 0.13            |
| Envigado FC · Colombia | 1.a           | 2025          | 4                | 0                | 0                | —         | —         | —         | —                | —                | —                | —                     | —                     | —                     | 4     | 0     | 0      | 0.0             |
| Envigado FC · Colombia | Total club    | Total club    | 88               | 18               | 9                | 0         | 0         | 0         | 16               | 9                | 0                | 0                     | 0                     | 0                     | 104   | 27    | 9      | 0.30            |
| Total carrera | Total carrera | Total carrera | 537              | 158              | 108              | 8         | 1         | 0         | 95               | 36               | 17               | 31                    | 16                    | 7                     | 671   | 211   | 132    | 0.32            |
| (1) Incluye datos del Campeonato Paulista (2014). (2) Incluye datos de la Copa Colombia (2008-2011), Copa Italia (2012/13), Copa MX (2013; 2014-18), Copa del Rey (2013/14), Copa de Brasil (2014) y Supercopa MX (2018). (3) Incluye datos de la Liga Europea de la UEFA (2013/14), Copa Libertadores de América (2012) y Liga de Campeones de la Concacaf (2015/16, 2019). |               |               |                  |                  |                  |           |           |           |                  |                  |                  |                       |                       |                       |       |       |        |                 |

- Fuentes: Ceroacero.es y fichajes.com.

### Resumen estadístico goles a nivel profesional
Actualizado a 15 de junio de 2024.
| Competición           | Partidos | Goles | Promedio |
| --------------------- | -------- | ----- | -------- |
| Liga                  | 537      | 158   | 0,30     |
| Copas Estatales       | 8        | 1     | 0,12     |
| Copas nacionales      | 95       | 36    | 0,45     |
| Copa Internacionales  | 31       | 16    | 0.51     |
| Selección de Colombia | 16       | 3     | 0,18     |
| Total en su carrera   | 687      | 214   | 0,31     |

## Palmarés

### Torneos nacionales
| Título                | Club              | País     | Año  |
| --------------------- | ----------------- | -------- | ---- |
| Torneo Apertura       | Atlético Nacional | Colombia | 2011 |
| Copa MX               | Monterrey         | México   | 2017 |
| Torneo Apertura       | Monterrey         | México   | 2019 |
| Copa MX               | Monterrey         | México   | 2020 |
| Copa Colombia         | Atlético Nacional | Colombia | 2021 |
| Torneo Apertura       | Atlético Nacional | Colombia | 2022 |
| Superliga de Colombia | Atlético Nacional | Colombia | 2023 |
| Copa Colombia         | Atlético Nacional | Colombia | 2023 |

### Campeonatos internacionales
| Título                     | Club      | Sede      | Año  |
| -------------------------- | --------- | --------- | ---- |
| Liga de Campeones Concacaf | Monterrey | Guadalupe | 2019 |
| Liga de Campeones Concacaf | Monterrey | Guadalupe | 2021 |

### Distinciones individuales
| Distinción                                         | Año  |
| -------------------------------------------------- | ---- |
| Goleador de la Copa Colombia (8 goles)             | 2008 |
| Parte del Equipo Ideal de la Copa Libertadores     | 2012 |
| Mejor refuerzo Invernal de la Liga BBVA 2012/13    | 2013 |
| Máximo goleador del Torneo Clausura (10 goles)     | 2015 |
| Once Ideal de la Liga MX Clausura 2015             | 2015 |
| Cuarto goleador histórico del Monterrey (88 goles) | 2019 |